# Polski Komitet Pomocy Społecznej
Polski Komitet Pomocy Społecznej – polskie stowarzyszenie charytatywne, powstałe 15 października 1958.
Statutowym celem działania PKPS jest udzielanie wsparcia materialnego oraz pomocy organizacyjnej osobom będącym w trudnej sytuacji życiowej. Stowarzyszenie jest także organizatorem koncertów charytatywnych, największy z nich, Jesień radość niesie odbywa się corocznie w Warszawie, począwszy od 1974 r. Opiekuje się osobami samotnymi i starszymi, organizując dla nich okolicznościowe spotkania z poczęstunkiem z okazji świąt – Wigilii czy Wielkanocy. Jest organizatorem akcji O uśmiech dziecka, w której pozyskuje zabawki, odzież, obuwie i przybory szkolne, by przekazać je dzieciom z uboższych rodzin. Uczestniczy w akcji „Zielone Szkoły”, dofinansowując pobyt dzieci z ubogich rodzin. Aktualnym (marzec 2009 r.) prezesem PKPS jest Anna Ekiert.
W latach 70. XX wieku z PKPS-em współpracowały kółka rolnicze, deklarując m.in. składki członkowskie i propagowanie idei organizacyjnych wśród rolników. Ogniwa terenowe obu organizacji wspólnie udzielały pomocy osobom potrzebującym (usługi polowe i transportowe, naprawa budynków, prace w gospodarstwie domowym, opieka nad chorymi i dziećmi, pomoc podczas klęsk żywiołowych i losowych, zbiórki darów, wnioskowanie o skierowania do domów pomocy społecznej, uczestniczenie w powoływaniu gminnych i wiejskich opiekunów społecznych).